# Comuna Zaricine, Vîsokopillea
Zaricine (în ucraineană Зарічне) este o comună în raionul Vîsokopillea, regiunea Herson, Ucraina, formată din satele Blahodatne, Marine și Zaricine (reședința).

## Demografie
Componența lingvistică a comunei Zaricine
     Ucraineană (95,17%)
     Rusă (3,47%)
     Alte limbi (0,99%)
Conform recensământului din 2001, majoritatea populației comunei Zaricine era vorbitoare de ucraineană (95,17%), existând în minoritate și vorbitori de rusă (3,47%).